# هانس كورنيليوس
هانس كورنيليوس (بالألمانية: Hans Cornelius)‏ هو فيلسوف وعالم نفس ألماني، ولد في 27 سبتمبر 1863 في ميونخ في ألمانيا، وتوفي في 23 أغسطس 1947 في غرافلفينغ في ألمانيا.